# Andrea Roggi

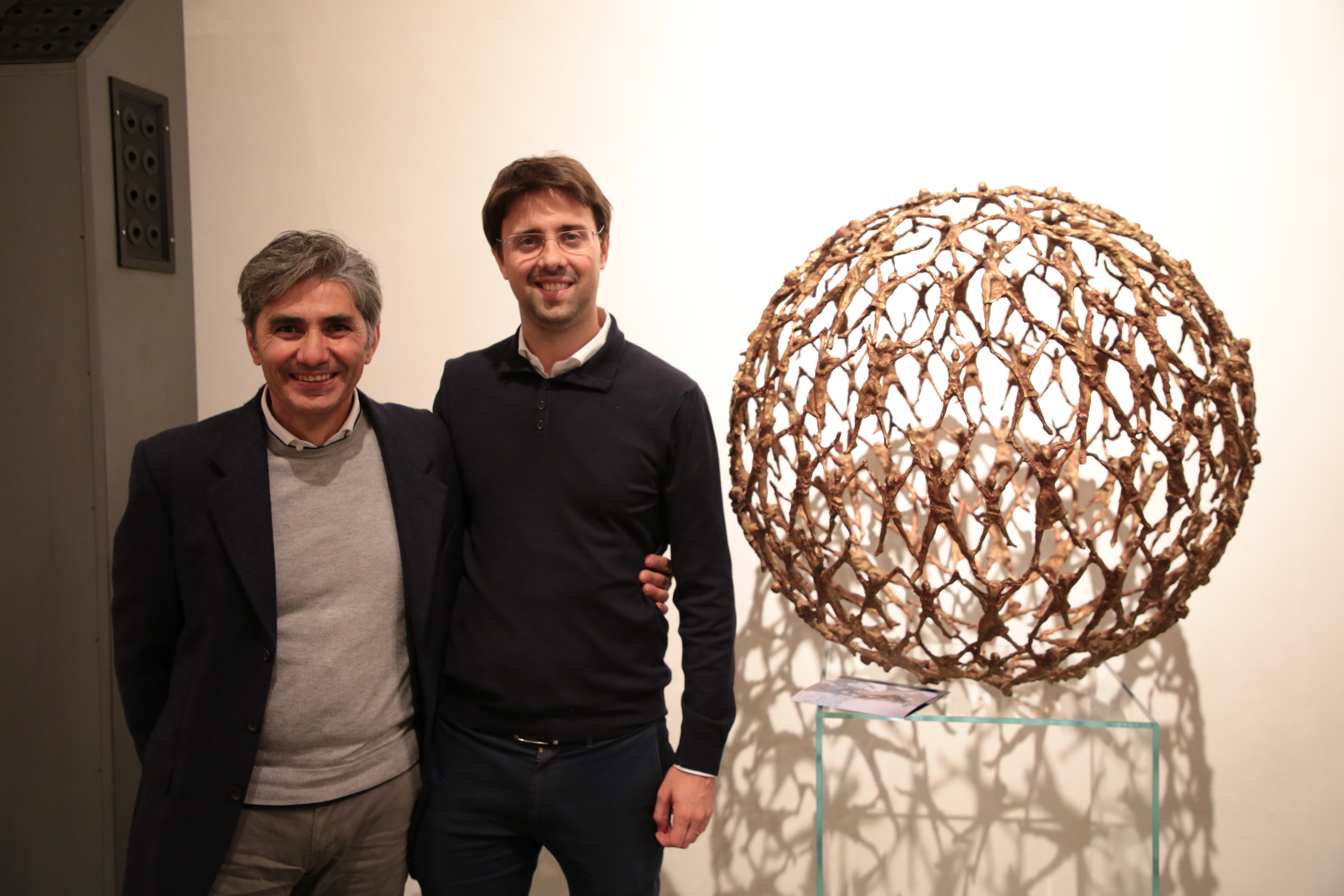
Andrea Roggi (a sinistra) presso Poggio a Caiano.

Andrea Roggi (Castiglion Fiorentino, 2 luglio 1962) è un artista, scultore e pittore italiano.

## Biografia

### Dall'infanzia agli anni 1990
Figlio unico di Isaia Roggi e Rita Uggiosi, contadini toscani, Andrea Roggi cresce nelle campagne della Val di Chiana, più precisamente presso Manciano La Misericordia. Successivamente intraprende studi in ambito chimico presso l'istituto tecnico industriale statale di Arezzo, diplomandosi nel 1981, anno in cui viene per la prima volta esposta pubblicamente una sua opera, dal titolo Alla Libertà, ubicata a Trequanda. Già durante gli anni dell'adolescenza, Roggi si dedica alla pittura, alla scrittura di poesie e milita brevemente in un gruppo musicale locale. In quel periodo, l'artista - a seguito di un episodio di sindrome di Stendhal presso la Basilica di Santa Maria Novella, dinnanzi all'affresco Trinità di Masaccio - realizza dipinti paesaggistici, ritratti che vende ai committenti, nonché pitture psichedeliche ispirate alla musica dei Pink Floyd. Inoltre, affascinato dalla cultura etrusca - con lo pseudonimo di Veltur - realizza opere pittoriche che ricordano i canoni di quella civiltà. A livello scultoreo, sperimenta varie tecniche servendosi di materiali quali la terracotta, il gesso e la pietra serena. Nel 1982 frequenta per alcuni mesi lo studio dell'artista compaesano Enzo Scatragli, ove apprende le prime nozioni circa la tecnica di fusione a cera persa. Roggi si dedica all'oreficeria fino al 1990. Nel corso di questi anni, l'artista costruisce un piccolo laboratorio per creare opere di piccolo e grande formato.

### Gli anni 1990

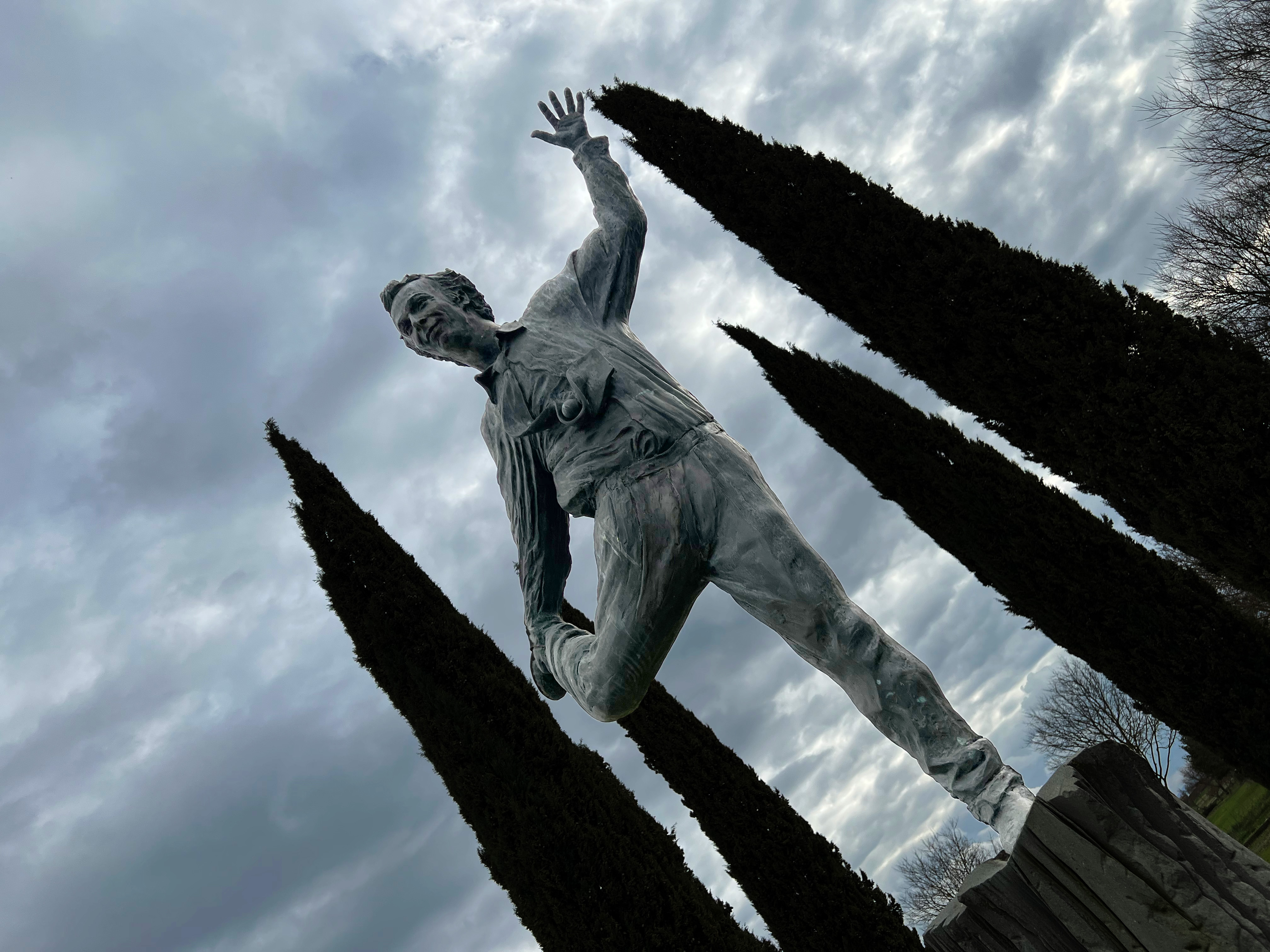
Alla Creatività, 1999, bronzo e pietra serena, altezza 4,5 metri. Parco della Creatività, Manciano, Castiglion Fiorentino.

Nel 1991, a seguito dell'installazione di altre tre opere pubbliche, fonda il laboratorio La Scultura di Andrea Roggi che, ad oggi, rimane il luogo ove le opere in bronzo dell'artista vengono realizzate. In quel periodo, l'artista si dedica in modo particolare alla realizzazione di opere pubbliche ispirate a tematiche storiche (fra cui: In memoria del bombardamento del 1993, ubicato a Castiglion Fiorentino; In memoria dei sette martiri del 1994, ubicato a Tuoro sul Trasimeno; Life del 1998, ubicato a Montevarchi), nonché a tematiche sociali (fra cui: In memoria di Paolo Pierini del 1997, ubicato a Cortona; Nuvola del 1998, ubicato a Torrita di Siena; Armonia del 1998, ubicato a Civitella in Val di Chiana), e a tematiche religiose (San Francesco del 1999, esposta in più tappe della Via Francigena). Nel 1997, Roggi riceve l'incarico di realizzare una medaglia in occasione della missione spaziale STS-84, il cui esemplare autentico è esposto presso Cape Canaveral negli Stati Uniti d'America. A seguito della vittoria di tre premi Oscar da parte del film La vita è bella di Roberto Benigni, Roggi principia la lavorazione di un monumento raffigurante l'attore stesso (anch'egli nato nella frazione di Manciano La Misericordia), dal titolo Alla Creatività, inaugurato il 30 maggio del 1999. Roberto Benigni ha approvato personalmente il bozzetto del monumento e, non potendo partecipare all'inaugurazione per motivi lavorativi, ha successivamente invitato lo scultore presso il suo studio di Roma; in tale occasione, Benigni ha ricevuto in dono una miniatura della statua.

### Gli anni 2000
Nel 2004, Roggi inaugura il Parco della Creatività, un giardino ubicato in posizione limitrofa al monumento di Roberto Benigni e allo studio dell'artista. Nel 2005, l'Università della Georgia, avente una sede distaccata nel comune di Cortona, e Italart - Santa Chiara Study Center (plesso didattico di Castiglion Fiorentino, ospitante studenti provenienti da Texas A&M University, Università del Colorado, Università statale del Kansas e Università del Texas) avviano una collaborazione con l'artista come docente di scultura. Dal 2003 al 2009, Roggi realizza il maggior numero di opere pubbliche della sua carriera, le quali vengono installate in tutto il mondo; tra esse vanno ricordate Solidarietà (2006), Toscana (2006) e In memoria di Marco Polo (2006) esposte presso la Gordon Butt Collection di Hong Kong; nonché Sospesi nell'aria (2007) sita a Madrid, Campana dell'amicizia (2007) sita a Ronda e Campana Ushirikiano (2008) sita a Ngomai. Tra le opere pubbliche di principale interesse vanno pure rammentate A San Donato (2005), A Santa Margherita da Cortona (2006) e A Santa Caterina da Siena (2006), rispettivamente installate presso l'ospedale San Donato di Arezzo, presso l'ospedale Santa Margherita di Cortona e presso la sede di Castelnuovo Berardenga dell'Università degli Studi di Siena.

### Gli anni 2010

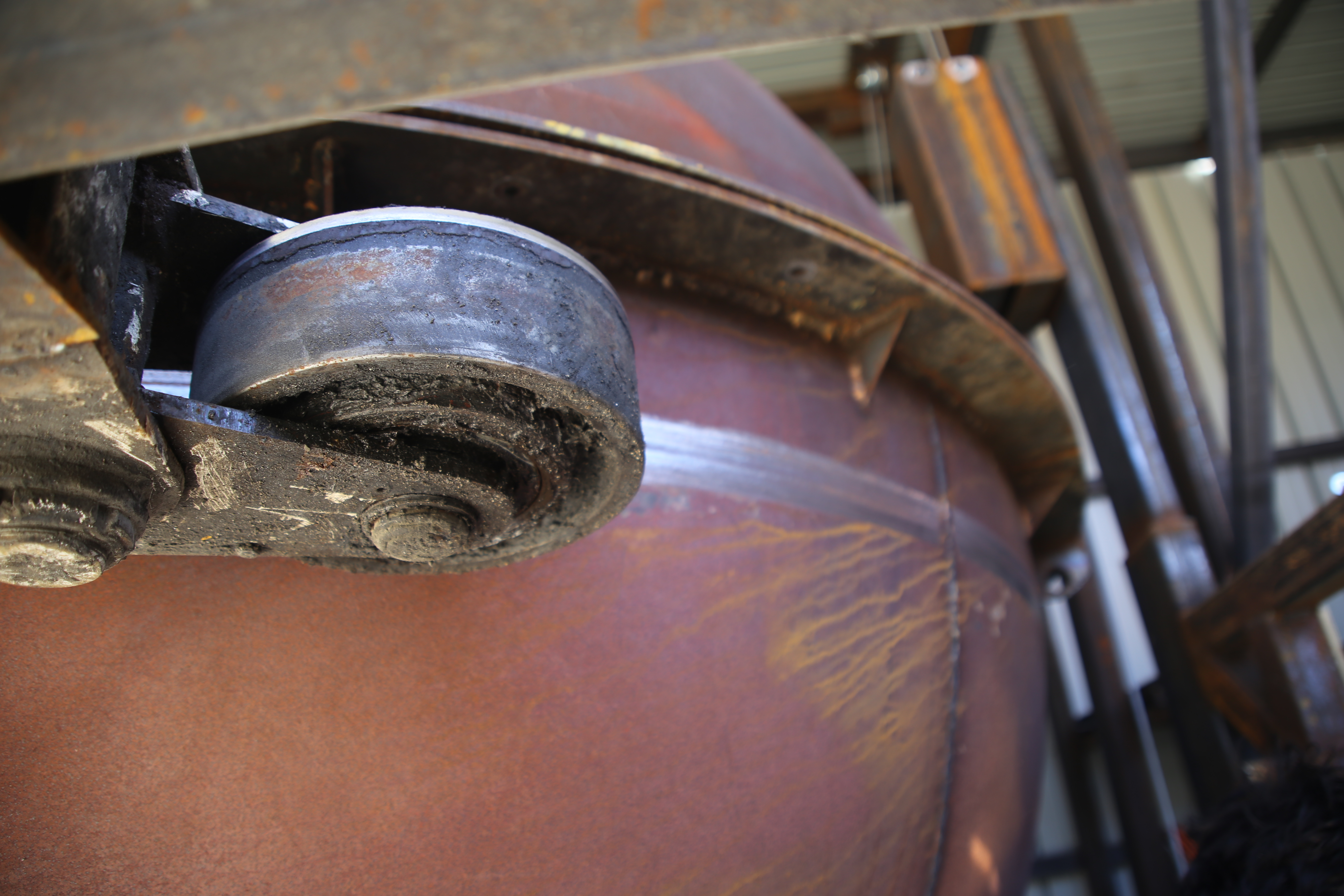
Particolare di un macchinario per la fusione dinamica.

A settembre 2012, viene inaugurata la prima sede delle gallerie d'arte personali dell'artista, The Circle of Life Art Gallery, presso Cortona, succeduta dall'apertura, nel 2015, della sede di Pietrasanta e nel 2018 dalla sede di San Gimignano. Nel 2014, viene installata l'opera Imagine Melting Pot (2014) presso Linz in Austria, mentre, nel febbraio 2015, Roggi dona a Papa Francesco l'opera San Francesco e il Cantico delle Creature (2015). Nel 2016, riceve la commissione di un Albero della Pace (2016), donato in seguito dal Papa al patriarca ecumenico Bartolomeo di Costantinopoli. Il 21 febbraio 2018, Ennio Morricone viene insignito del premio Carlo Savina, un Cantastorie in bronzo e travertino di Andrea Roggi, presso la Casa del cinema di Roma. A novembre dello stesso anno, la Robert F. Kennedy Human Rights Association, in occasione del cinquantesimo anniversario dalla fondazione, incarica lo scultore di realizzare tre premi in bronzo, ovverosia degli Alberi della Vita, per rendere omaggio a tre individui che si sono distinti per il loro impegno umanitario e in salvaguardia dell'ambiente: Alberto II di Monaco, Alessandro Benetton e Harry Benson, a cui sono state consegnate di persona da Roggi, durante il gala svoltosi a Monte Carlo. Inoltre, in tale occasione, Roggi ha donato un'opera all'asta di beneficenza condotta dalla nota casa d'aste "Christie's". 
«L'artista assai noto non solo in Italia ma all'estero, plasma le sue sculture in bronzo - tutte legate ad un figurativo simbolico - deformando, distorcendo, inflettendo, tagliando e traforando il metallo e, così, liberandolo quasi dal suo pondus, cioè dal suo peso materico e facendolo "ascendere" ai Cieli, in un vortice aereo e dinamico» Giampaolo Trotta.

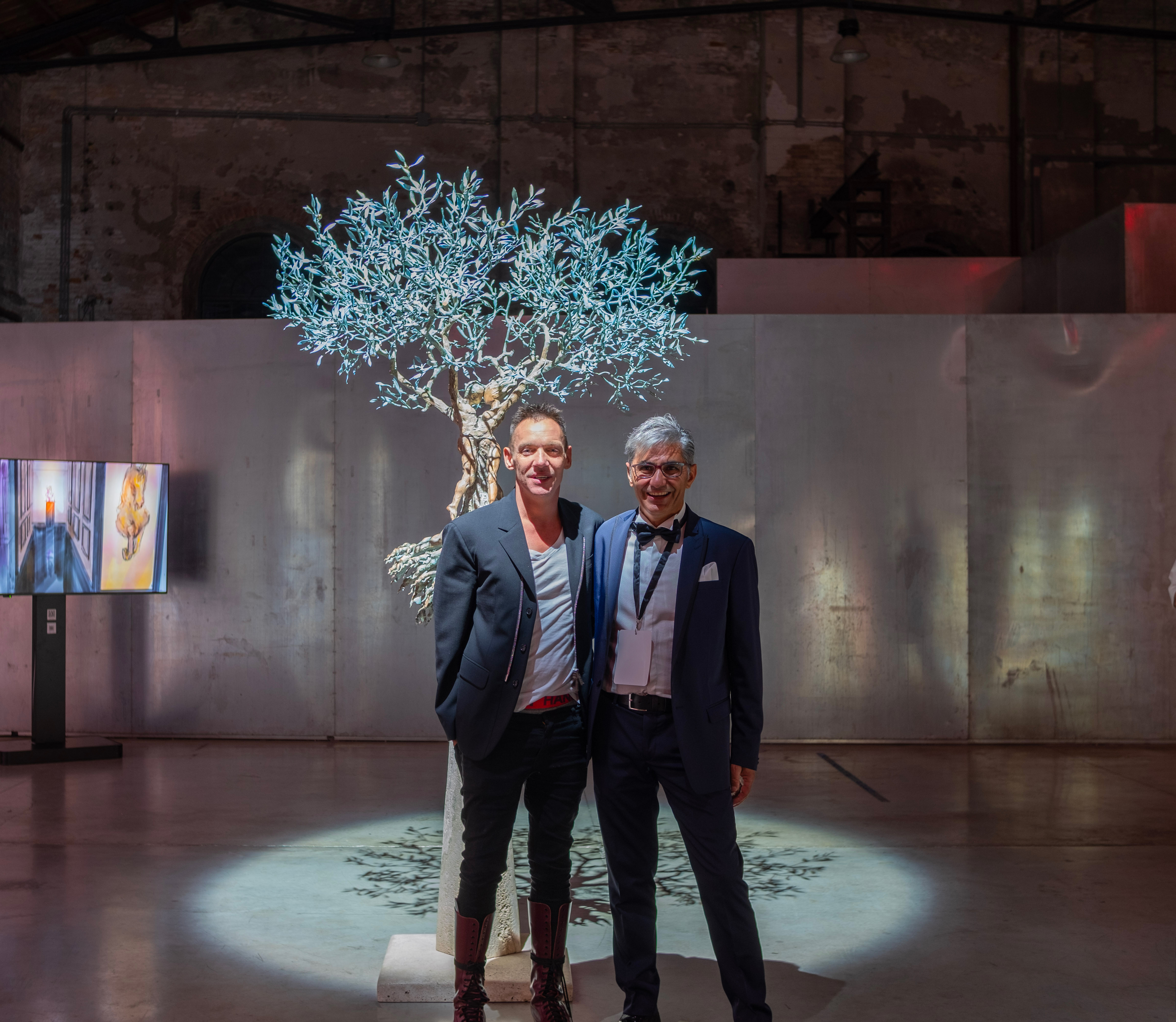
Jonathan Rhys Meyers (a sinistra) e Andrea Roggi (a destra) davanti alla scultura Le Nostre Radici per un Nuovo Futuro, in occasione della première del film American Night, alla Mostra Internazionale di Arte Cinematografica di Venezia.

In questi anni, Roggi espone in svariate città italiane ed estere, quali: Firenze, Pisa, Matera, Lucca, Merano, Assisi, Forte dei Marmi, Milano, Spello, Punta Ala, Capalbio, Volterra, Certaldo e Rotterdam, ed è ospite di alcune fiere d'arte di risonanza mondiale quali The Belt and Road - Art Plus Shanghai International Fair e Art Basel di Miami. Del 2019 è significativa la mostra Terra Mater | Earth and Heaven tenutasi a Lucca, poiché ha interessato le mura della città nella loro interezza (Baluardo Santa Croce, Baluardo San Frediano, Baluardo San Donato, Porta Santa Maria e Chiostro del Real Collegio) e Piazza dell'Anfiteatro. Dal 2017, Roggi si dedica alla lavorazione del marmo di Carrara e del marmo di Pietrasanta. Dal 2018, l'artista si avvicina anche all'estetica astrattista e, coadiuvato dai suoi assistenti, inventa e brevetta una tecnica di fusione unica nel suo genere, che viene nominata "fusione dinamica". Nel 2019, una scultura di Roggi è stata utilizzata per le riprese del film American Night di Alessio Della Valle, insieme alle opere di Andy Warhol, Mario Schifano, Jeff Koons ed altri.

### Gli anni 2020

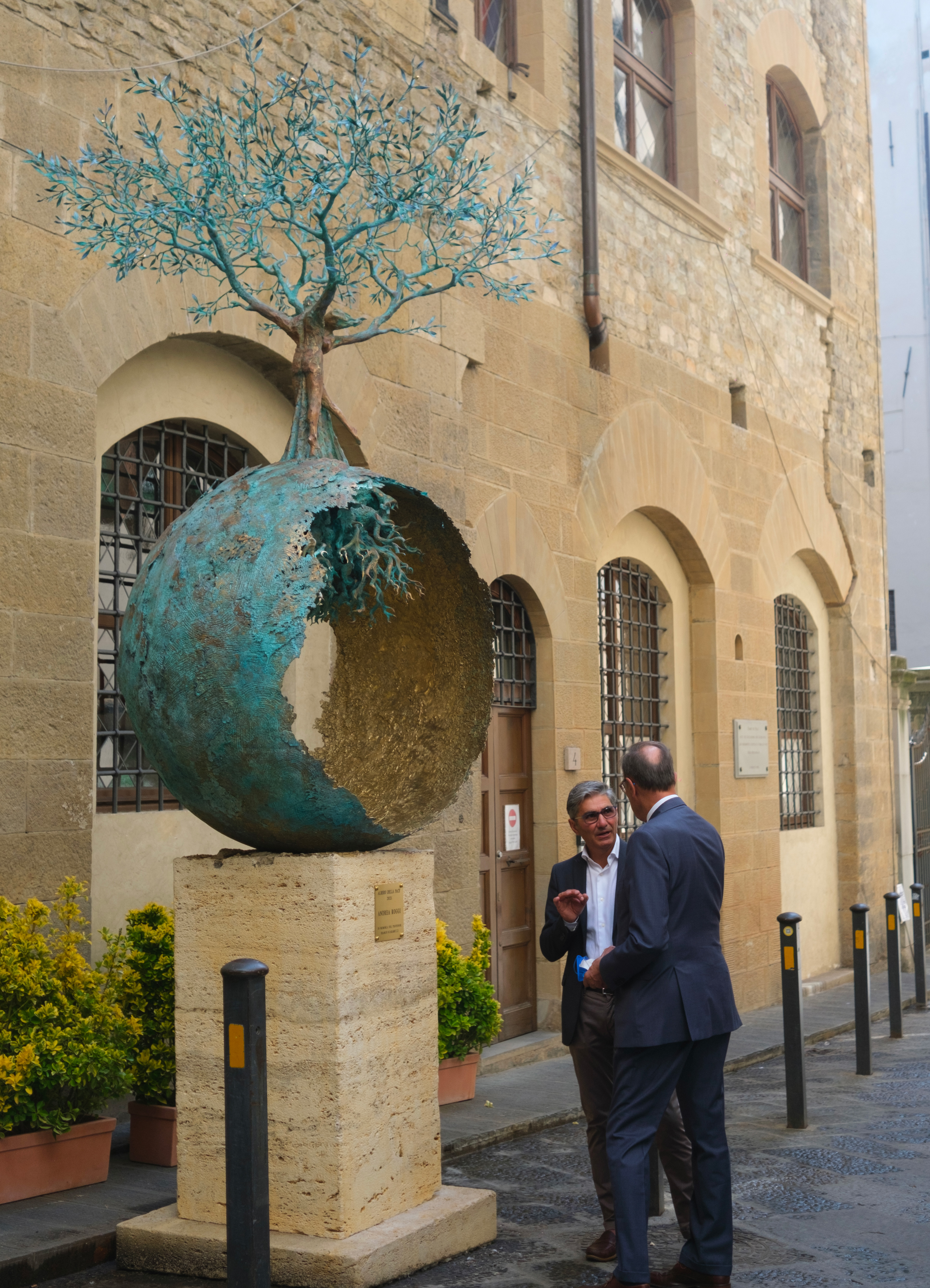
Albero della Pace, 2021, bronzo con base in travertino, altezza 4,40 m. Via dei Georgofili, Firenze.

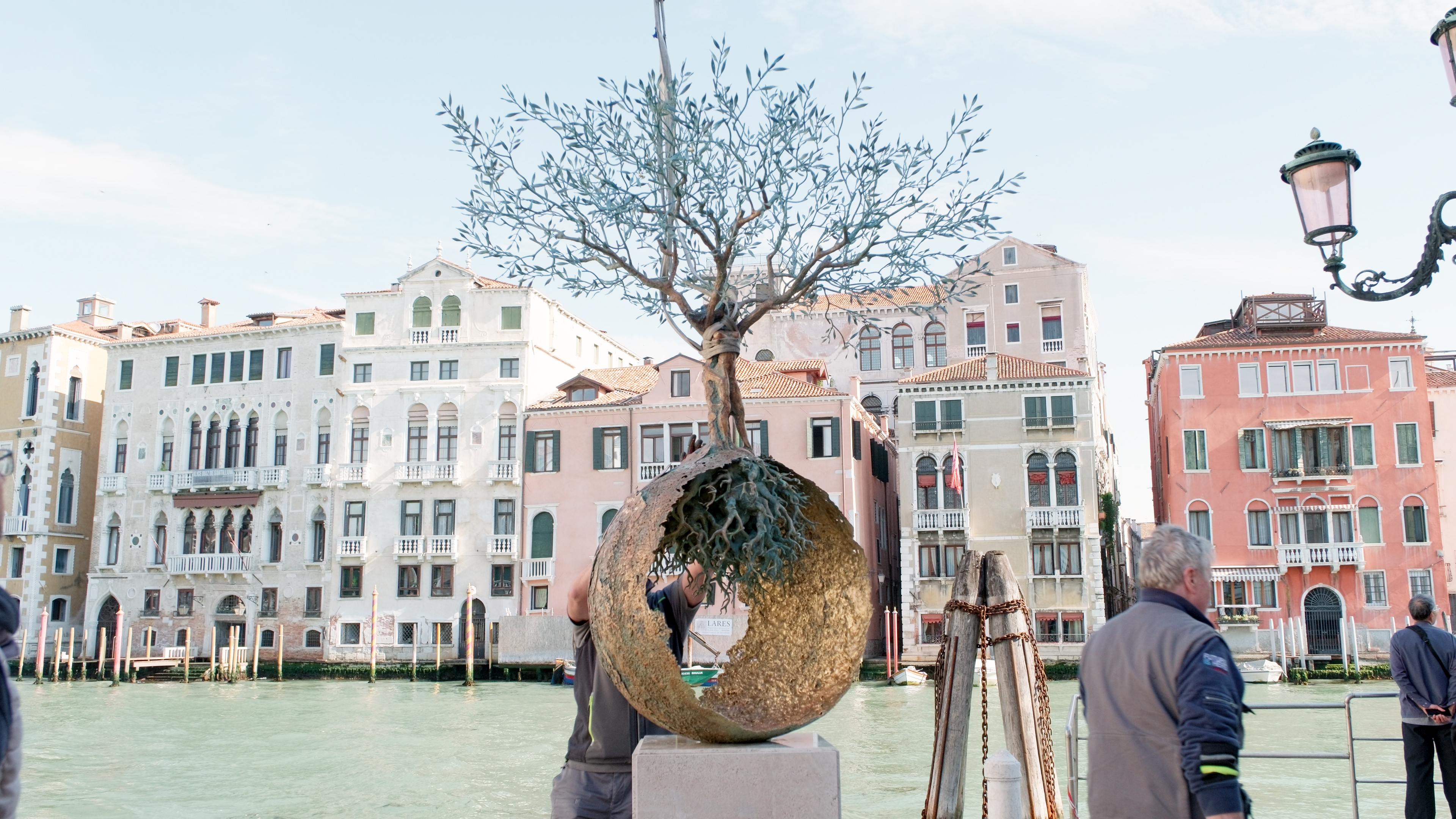
Installazione dell'opera "Genesys" presso Campo San Vio a Venezia, ad inizio maggio 2023.

Da giugno ad agosto 2020, le opere di Roggi vengono esposte presso Forte dei Marmi in occasione della seconda edizione dell'esibizione personale Terra Mater | Earth and Heaven. Tale esposizione, partecipe di sette opere di grandi dimensioni, viene collocata nelle aree di Piazza Dante, di Via Giosuè Carducci e di Via IV Novembre. Da dicembre 2020 a settembre 2021, la mostra Terra Mater | Earth and Heaven viene spostata presso Siena, nonché ampliata significativamente. Infatti, nove opere di grandi dimensioni vengono collocate presso Piazza del Campo, Piazza del Duomo, Belvedere di San Prospero, Piazza San Domenico, Vicolo Campaccio, Via Pianigiani, Piazza Tolomei e Logge della Mercanzia, mentre altre trenta opere circa, fra sculture e quadri, vengono esposte all'interno dei Magazzini del Sale, siti sotto alla Torre del Mangia. A settembre dello stesso anno, viene installata permanentemente la scultura Albero della Pace in Via dei Georgofili a Firenze, in memoria della strage avvenuta in quella strada. La scultura ha rimpiazzato un ulivo, ivi collocato in precedenza, giacché gravato da alcune patologie dovute all'ambiente estremamente ombroso, dunque inadatto alla vita degli alberi.
Alla fine del 2021, in occasione della première del film American Night di Alessio Della Valle, viene esposta, presso il Campari Boat-In Cinema, della Mostra internazionale d'arte cinematografica di Venezia, la scultura di Andrea Roggi, intitolata Le Nostre Radici per un Nuovo Futuro, presente in una delle scene più significative del film. Peraltro, la medesima scena, e dunque la scultura in questione, è stata inserita anche nel videoclip del brano American Night della popstar Anastacia, prodotto in occasione delle riprese del film. Da febbraio ad agosto 2022, la mostra "Terra Mater | Earth and Heaven" è stata trasferita presso Vicenza, più in particolare presso Piazza dei Signori, Piazza delle Erbe, Piazza San Lorenzo e Giardini Salvi. Da maggio 2022 ad ottobre 2022, tre opere di Andrea Roggi sono esposte nel centro storico di Venezia e altre undici sculture sono esposte presso l'isola di Mazzorbo.
Da giugno 2022 ai primi mesi del 2023, presso Villa Pisani a Stra, è in esposizione la scultura Ápeiron (ispirata al concetto della filosofia di Anassimandro), la quale, ad oggi, con i suoi otto metri di altezza, si configura come l'opera più grande dell'artista. Questa opera è accompagnata dall'installazione di altre sei sculture presenti nel giardino della stessa Villa, e nel parco di Villa Loredan. Da settembre a dicembre 2022, le sculture di Andrea Roggi vengono esposte presso Matera, più nello specifico quattro opere di grandi dimensioni sono installate presso i Sassi di Matera, mentre altre nove di dimensioni medie sono installate presso la Chiesa del Purgatorio . A partire da dicembre 2022, fino a marzo 2023, sei opere monumentali dell'artista sono esposte presso Viareggio, nella fattispecie, per il lungomare della città e per il Molo della Madonnina . A partire da gennaio 2023, fino ad aprile dello stesso anno, le opere di Andrea Roggi vengono esposte presso l'Accademia dei Georgofili in occasione di una mostra scultorea e multimediale (che comprende anche le fotografie del figlio d'arte dello scultore, Giacomo Roggi, e un lavoro di videoarte realizzato dal regista Jacopo Bucciantini, anche curatore della esibizione), relativa alla ideazione e alla creazione delle opere d'arte in questione . Nel mese di maggio 2023, sei opere monumentali dell'artista vengono esposte presso il centro storico di Venezia, più in particolare presso Campo San Vio, Riva Ca' di Dio e Arsenale, in concomitanza con il Salone Nautico.